# Song Joong-ki
 Der er for få eller ingen kildehenvisninger i denne artikel, hvilket er et problem. Du kan hjælpe ved at angive troværdige kilder til de påstande, som fremføres i artiklen.

Song Joong-ki (født 19. september 1985 i Daejeon, Sydkorea) er en koreansk skuespiller, bedst kendt for sin rolle som Vincenzo Casano i serien Vincenzo.

## Udvalgt filmografi

### Film
- 2008: A Frozen Flower
- 2009: Five Senses of Eros
- 2010: Hearty Paws 2
- 2011: Penny Pincher
- 2012: The Grand Heist
- 2012: A Werewolf Boy
- 2017: Battleship Island

### Tv-serier
- 2008: My Precious Man
- 2008: Love Racing
- 2009: Triple
- 2009: Will It Snow For Christmas?
- 2009: My Fair Lady
- 2010: Sungkyunkwan Scandal
- 2010: OB/GYN Doctors
- 2011: Deep Rooted Tree
- 2012: Nice Guy
- 2012: The Innocent Man
- 2016: Descendants of the Sun
- 2016: The Sound Of Heart
- 2017: Man To Man
- 2021: Vincenzo